# Urmiberg
Der Urmiberg ist der östlichste Ausläufer der Rigi. Er befindet sich im Schweizer Kanton Schwyz in den Schwyzer Alpen.
Mit dem Namen „Urmiberg“ bezeichnet man gemeinhin den in der Gemeinde Ingenbohl, genauer in der Ortschaft Brunnen gelegenen Südosthang des östlichen Ausläufers der Rigi Hochflue. Dieser kulminiert im Aussichtspunkt Gottertli (1395 m ü. M.).
Der Urmiberg beginnt beim Passsattel Egg (1287 m ü. M.) östlich der Kalkklippe der Rigi Hochflue (auch Hoflue) und endet mit der Zünggelenflue (1089 m ü. M.), der östlichsten Erhebung des Rigimassivs. 
Dem Grat entlang verläuft die Gemeindegrenze zwischen Ingenbohl und Lauerz. Auf der Nordseite, auf dem Gemeindegebiet von Lauerz, liegt der Büelerberg. Im Süden fliesst der Fallenbach in den Vierwaldstättersee. An seiner Mündung befindet sich das gleichnamige ehemalige Hotel, das 1994 durch die Fallenbach-Schiesserei von Marcel Strebel landesweit in die Schlagzeilen kam.
Vom Ortsteil Halten (436 m ü. M.) am westlichen Ortsrand von Brunnen führt eine Kleinluftseilbahn zum Timpel (1128 m ü. M.), kurz unterhalb der Grathöhe des Urmibergs. Unmittelbar neben der Bergstation befindet sich das Bergrestaurant Timpelweid.
Charakteristisch für den Urmiberg sind das Bützi (916 m ü. M.) und die Stockflue (1136 m ü. M.) – letztere im Volksmund auch als Duume (Daumen) bezeichnet – zwei markante Felstürme, welche aus der Südflanke des Berges aufragen. Beide sind durch einen kurzen Klettersteig erschlossen.
Der Urmiberg und der Büelerberg werden auch für den Transport elektrischer Energie genutzt: Der Grat wird von der Gotthardleitung und der Lukmanierleitung passiert.
Der Urmiberg ist 2017 auch durch das Buch „Gipfeltreffen. Wiedersehen auf dem Urmiberg“ der Schwyzer Autorin Blanca Imboden in der Schweiz bekannt geworden.

## Belege
1. 1 2 3 4 5 6 7 8  > SwissTopo (Karten der Schweiz)
2. ↑  Info zum Buch "Gipfeltreffen"